# Kattenslootbrug
De Kattenslootbrug (brug 155) is een basculebrug in Amsterdam-West.

## Ligging
De verkeersbrug overspant de Kattensloot, een vaarwater tussen de Kostverlorenvaart en de Singelgracht. Ze verbindt daarmee de twee oevers van de Jacob Catskaden van die Kattensloot. De brug ligt in de Nassaukade, onderdeel van de stadsroute 106. Bovendien sluit de brug aan op de Tweede Nassaustraat en de Van Limburg Stirumstraat. Ze ligt op de grens van de Frederik Hendrikbuurt en Staatsliedenbuurt. Ze ligt op steenworp afstand van de Rotterdammerbrug.
De Kattensloot maakt deel uit van de Staande Mastroute en is daarmee een schakel in de route van het Amsterdams nachtkonvooi. De brug lag vanaf haar begin op een van drukste routes van de stad, zowel voor schepen als voor landverkeer. Al midden 19e eeuw was er discussie of het toegestaan was om twee schepen achter elkaar door te laten varen! De Kattenslootbrug bleef de enige brug over de Kattensloot, al werd er wel onderzoek gedaan naar de bouw van een tweede. Deze zou dan moeten komen te liggen in het verlengde van de Ceintuurbaan, die hier vlak bij haar eindpunt heeft in het Frederik Hendrikplantsoen. Men zag dat niet zitten vanwege het vele scheepvaartverkeer en dubbele bediening. De brug had in de jaren twintig wel ondersteuning door middel van een pontveer ter hoogte van de Korte Wittenstraat.

## Geschiedenis

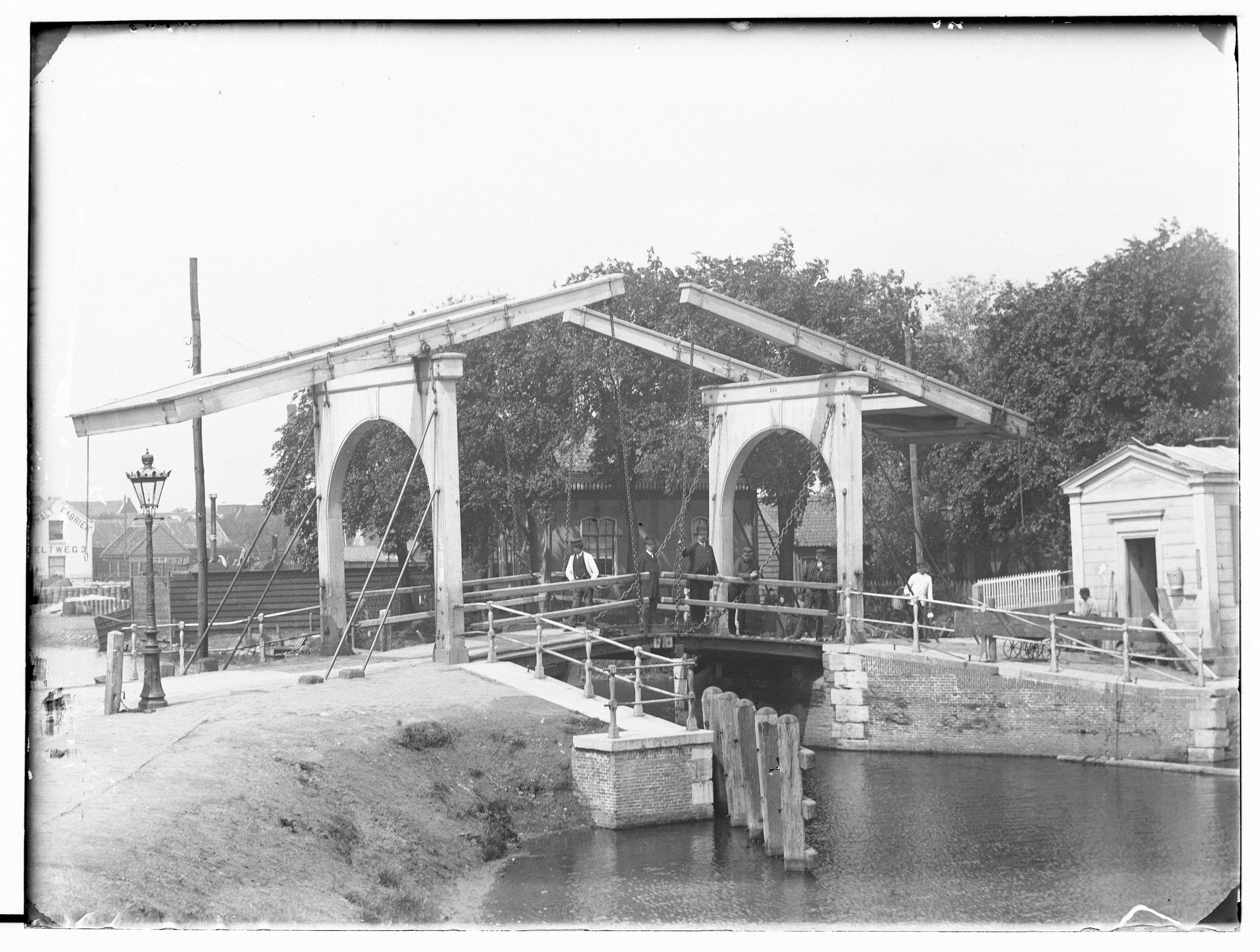
De dubbele ophaalbrug in 1890 door Olie

Hier lag al in het begin van de 19e eeuw een houten ophaalbrug, vermoedelijk genaamd Kattenbrug, deze werd in 1890 nog vastgelegd door Jacob Olie. In de zomer van 1891 werd die vervangen door een dubbele basculebrug. In 1940 was de brug goeddeels versleten en moesten het rijdek enz. vernieuwd worden. In verband met stadsuitbreiding en toenemend autoverkeer (de Nassaukade werd onderdeel van de ringroute om de binnenstad; tegenwoordig de S101) werd in juni 1950 besloten dat er een nieuwe brug moest komen; er werd 1.500.000 gulden voor vrijgemaakt. De brug was toen zeer krakkemikkig en moest nog handmatig bediend worden. Gezien het bovenstaande moest het opnieuw een basculebrug worden, die bovendien een enigszins ruitvormig wegdek moest krijgen om zowel de Nassaukade als Tweede Nassaustraat te kunnen bedienen. Aan Piet Kramer werd gevraagd met een dergelijke brug te komen, maar dan elektrisch bediend. Het was een fikse opdracht, want met een bruglengte van twaalf meter (De Kattensloot is 30 meter breed), zou het de opvolger worden van de Overtoomsesluis als grootste basculebrug van Nederland en vermoedelijk ook van West-Europa. Door de Publieke Werken werd rekening gehouden met een bouwtijd van 1,5 jaar, maar het kon ook langer worden. In juli 1952 begon men aan de klus. Al in oktober 1952 werd er geklaagd dat de aangelegde noodbrug de verkeersstroom (voetgangers, fietsers, handkarren) niet aankon. Bovendien werd de brugwachter aan het eind van de dag steeds moeier, per etmaal moest de brug 50 keer geopend worden, zeker in het bietenseizoen. In mei 1954 werd geconstateerd dat de brug nog lang niet af was, de "klap" van de bascule moest nog geplaatst worden. In augustus kon gemeld worden dat zij bijna af was. In september voer een schipper van een rijnaak, die bang was de nieuwe brug te treffen, de noodbrug omver. Er moest voor de resterende tijd weer een voetveer ingesteld worden. Rond 16 oktober werd de brug geopend door burgemeester Arnold Jan d'Ailly.

## Uiterlijk

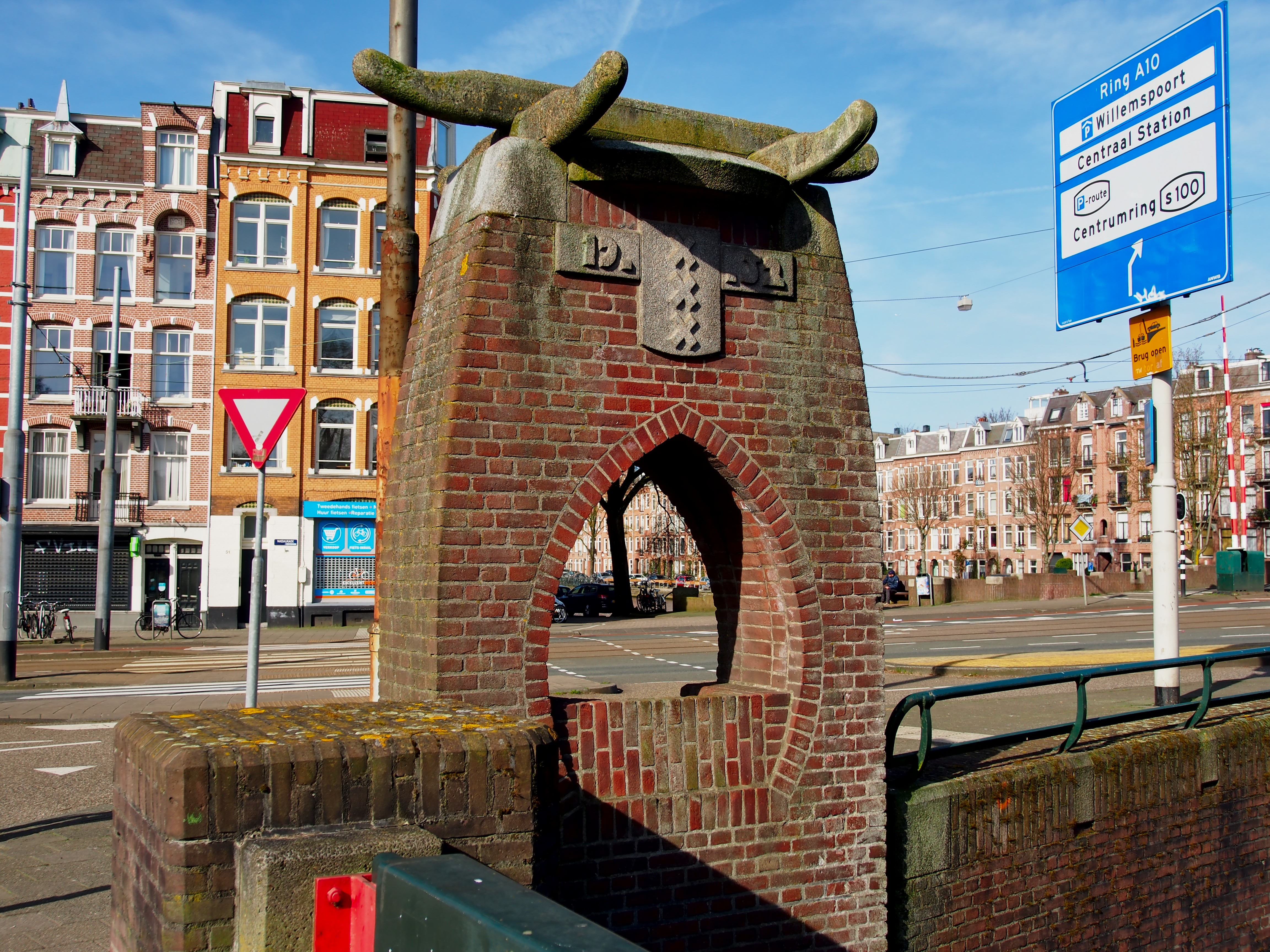
Pergola

Kramer kwam met een brug in de voor hem typerende Amsterdamse Schoolstijl met de afwisseling tussen bak- en natuursteen. Een ander kenmerk van Kramers ontwerpen is hier in aangepaste vorm aanwezig. Veel van zijn bruggen hebben siersmeedijzeren balustrades, deze zijn hier slechts in beperkte mate toegepast. De balustrades worden hier gevormd door staalplaat met daarboven een golvende handrails (gelijk aan de Omvalbrug, ook van Kramer). Wat wel weer typisch Kramer is, is het brugwachtershuisje aan de noordoostkant van de brug. Een door Kramer geplande kiosk werd niet gebouwd. Andere opvallende zaken aan de brug zijn een zitplekje, een sluitsteen met het Wapen van Amsterdam en het jaartal 1952, een windroos, een stenen trap naar de basculekelder en een bordje "Heksluiten" bij de trap naar de basculekelder. Onderdeel van het ontwerp van de brug was een pergola (met drie Andreaskruisen en Anno 1952), die echter dichter bij de Rotterdammerbrug staat dan bij deze brug. Die pergola kwam vaker terug in ontwerpen van Kramer, met name bij bruggen in Slotermeer.

## Vervoer
Op de Nassaukade ligt een halte Kattenslootbrug van tramlijn 5. Over de brug reed tussen 1910 en 1942 de toenmalige tramlijn 14. Van 1942 tot 2018 reed tramlijn 10 over de brug en sinds 22 juli 2018 tramlijn 5. Tot 1954 was het de laatste Amsterdamse brug waar de Amsterdamse tram een stukje zonder elektrische bovenleiding moest rijden en de stroomafnemer op de tram recht omhoog stond tijdens de passage. De tram moest voldoende snelheid hebben om de overkant te halen.
<<< · 100 · 101 · 102 · 103 ·  105 · 106 · 107 · 108 · 109 ·  110 · 111 · 112 · 113 · 114 · 115 · 116 · 117 · 118 · 119 · 120 · 121 · 122 · 123 · 124 · 125 · 126 · 127 · 128 · 129 · 130 · 131 · 132 · 135 · 136 · 137 · 138 · 139 · 140 · 141 · 142 · 143 · 144 · 145 · 146 · 147 · 148 · 149 ·  150 · 151 · 152 · 155 · 156 · 159 · 160 · 161 · 162 · 163 · 164 · 165 · 166 · 167 · 168 · 169 ·  170 · 171 · 172 · 173 · 174 · 175 · 176 · 177 · 178 · 179 · 180 · 181 · 182 · 183 · 184 · 185 · 186 · 187 · 189 · 190 · 191 · 192 · 193 · 194 · 195 · 196 · 198 · 199 · >>>
Brugnummers 104, 133, 134, 153, 154, 157, 158, 188 en 197 zijn niet (meer) in gebruik.